# Gliese 370 b
Gliese 370 b o HD 85512 b è un pianeta extrasolare che orbita attorno alla stella Gliese 370 (HD 85512), una nana arancione della costellazione delle Vele distante circa 36 anni luce dal sistema solare.

## Scoperta
Il pianeta è stato scoperto da un gruppo di astronomi dell'Accademia di Ginevra, capitanata dall'astronomo svizzero Stéphane Udry, che si sono serviti dello spettrografo ad alta precisione HARPS installato sul telescopio da 3,6 m di apertura dell'Osservatorio di La Silla (ESO), in Cile. Gliese 370 b è uno dei pianeti più piccoli individuati nella presunta zona abitabile del sistema planetario ed uno dei migliori candidati per essere potenzialmente abitabile.

## Caratteristiche

Schema dell'orbita del pianeta raffrontata con la presunta zona abitabile del sistema.

Il 17 agosto 2011 gli astronomi del gruppo di Udry hanno rilasciato una pubblicazione sul pianeta, che giunge alla conclusione che si tratti di uno dei pianeti più adatti ad ospitare la vita ed uno dei più stabili scoperti tramite HARPS. Il pianeta possiede una massa minima di 3,6 ± 0,5 masse terrestri, una gravità superficiale di circa 1,4 g ed una temperatura stimata di 298 K (~25 °C) alla sommità della sua atmosfera; tale temperatura è simile a quella media riscontrata nella Francia meridionale, anche se è necessario analizzare le probabili dinamiche atmosferiche per avere una stima più accurata della temperatura superficiale. Orbita attorno alla stella madre ad una distanza di circa 0,26 UA, con un periodo di rivoluzione di circa 54 giorni.

## Abitabilità
Perché la temperatura superficiale sia al di sotto di 270 K, considerando un'orbita circolare, l'albedo del pianeta dovrebbe essere di circa 0,48 ± 0,05, mentre considerando un'orbita con eccentricità di 0,11 l'albedo dovrebbe attestarsi a 0,52. Ipotizzando che il pianeta presenti una coltre nuvolosa in grado di ricoprire più del 50% della sua superficie, l'acqua potrebbe esistere in forma liquida sul pianeta a patto che l'atmosfera presenti caratteristiche simili all'atmosfera terrestre, il che renderebbe il pianeta sicuramente abitabile. Inoltre, se anche l'albedo del pianeta si presenta aumentata per via della copertura nuvolosa, la presenza di una certa quota di acqua liquida renderebbe il pianeta comunque abitabile, anche se ai limiti dell'abitabilità.